# Baby Talk (comédie musicale)
Baby Talk est une comédie musicale de Thomas Zaufke sur un livret de Peter Lund.

## Argument
Charlotte et Robert ont tout ce qu'ils peuvent souhaiter : une relation qui fonctionne, assez d'argent, des idées communes sur la vie, l'amour et leur vie future. L'avocate et l'enseignant sont en couple depuis quatorze ans et ont confortablement arrangé leur vie entre travail, loisirs et aisance suffisante. Mais l'horloge biologique tourne au milieu de la trentaine, et après tout, Charlotte et Robert n'ont pas non plus déménagé à Berlin pour visiter les terrains de jeux pour enfants. Charlotte et Robert veulent un enfant. Il n'y a pas de problème a priori. Les deux sont en bonne santé, ont un travail et deux chambres de trop, et l'amour a plutôt bien fonctionné au cours des quatorze dernières années.
Les questions arrivent comme : « Est-ce - maintenant - le bon moment ? », « Voulons-nous un fils ou une fille ? » ou « De quoi notre enfant va-t-il hériter de nous ? » Tous deux se rendent compte qu'ils ne se connaissent pas aussi bien qu'ils l'avaient soupçonné auparavant. La discussion devient soudainement un test pour la relation. Alors que Robert se voit déjà condamné à vingt ans d'assignation à résidence émotionnelle, Charlotte a plus peur des circonstances que peut engendrer une telle grossesse. Elle craint aussi d'être coupée à son retour au travail. Il s'avère cependant qu'elle ne sait pas vraiment non plus ce qu'elle veut vraiment : « J'aime les enfants, je n'aime pas les avoir. » Puisqu'il est préférable de garder pour soi de telles visions idiotes, les conversations entre Robert et Charlotte diminuent dans la même proportion que la tension augmente. Après avoir discuté de tous les impondérables et réalisé qu'ils ne connaissaient peut-être pas aussi bien qu'ils le pensaient, le moment est quand même venu : la première image échographique déclenche l'euphorie. Robert souhaite un fils.
En fin de compte, tout se passe un peu autrement que prévu : les amants se séparent, et il devient évident dans la scène finale que « le marbre, la pierre et le fer vieillissent avec le temps. Que les vieux ponts se brisent, comme des promesses. »

## Représentations
- 2000 : Neuköllner Oper, mise en scène : Peter Lund (avec Frederike Haas dans le rôle de Charlotte et Leon van Leeuwenberg dans le rôle de Robert)
- 2000 : TheaterNativeC, Cottbus, mise en scène : Matthias Härtig (avec Daniella Erdmann et Matthias Greupner)
- 2001 : Neuköllner Oper, mise en scène : Peter Lund (avec Nicole Rößler et Leon van Leeuwenberg)
- 2002 : Theater Hagen, mise en scène : Peter Zeug (avec Birge Funke et Uli Scherbel)
- 2005 : Inbühne Weimar (avec Gloria Marks et Peter Frank)
- 2008 : Neuköllner Oper, mise en scène : Peter Lund (avec Agnes Hilpert et Uli Scherbel )
- 2008 : Theater Plauen-Zwickau, mise en scène : Friederike Barthel (avec Andrea Reichel et Jörg Simmat)
- 2010 : Landestheater Coburg (Theater in der Reithalle), mise en scène : Hendrik Müller (avec Katrin Dieckelt et Jason Tomory)
- 2010-2011 : Landestheater Eisenach, mise en scène : Gabriel Diaz (avec Kati Farkas et Thomas Christ)
- 2013 : Frank Serr présente la comédie musicale avec Nina Henrich et Mathias Förster sur les scènes suivantes : Festspielhaus Fürstliche Reitbahn in Bad Arolsen, Stadthalle Hockenheim, Kulturhaus Wittenberge, Kurhaus Bad Bevensen, Theater im  Forum Alte Werft in Papenburg,   Hessisches Landestheater Marburg, Theater im Schlossgarten in Arnstadt, Stadthalle Sinsheim,  Wolf-Ferrari-Haus in Ottobrunn et Saalbau Witten
- 2013 : Landestheater Linz (BlackBox Musiktheater Volksgarten), mise en scène : Andy Hallwaxx (avec Daniela Dett et Rob Pelzer)
- 2014 : Version révisée, tournée allemande de l'ensemble Loge 5 – Die Theater Company, mise en scène : Dietmar Horcicka (avec Julia Baukus et Sascha Littig)
- 2015 : Theater Lüneburg, mise en scène : Friedrich von Mansberg (avec Anna Müllerleile et MacKenzie Gallinger)
- 2016 : Theater Hof, mise en scène : Karsten Jesgarz, Musikalische Leitung: Franz Tröger (avec Cornelia Löhr et Thilo Andersson)

## Source de la traduction
- (de) Cet article est partiellement ou en totalité issu de l’article de Wikipédia en allemand intitulé « Baby Talk (Musical) » (voir la liste des auteurs).